# Lucas Chancel
Lucas Chancel (1987, Grenoble) es un economista francés. Es profesor en el Sciences Po y es codirector y economista del Laboratoire sur les Inégalités Mondiales de la "Paris School of Economics". Codirige la 'Base de Datos Mundial sobre la Desigualdad' ("World Inequality Database". También es investigador asociado en el "Instituto para el Desarrollo Sostenible y las Relaciones Internacionales"" ("Institut du développement durable et des relations internationales").
Investiga sobre la desigualdad social y la desigualdad económica, la economía política de la Unión Europea y los retos de la transición ecológica. Es autor y coautor de numerosos libros sobre estas temáticas.

## Biografía
Lucas Chancel completó sus estudios universitarios en el Sciences Po y también se licenció en 'física aplicada a las ciencias de la tierra' en la Universidad Pierre y Marie Curie de París. Se graduó en economía y políticas públicas en la École polytechnique (France), en la ENSAE y en el Sciences Po en el máster, y continuó su formación científica en el Imperial College of London, donde obtuvo el título de ingeniero especializado en energías renovables. Se doctoró en Francia en ciencias económicas por la École des hautes études en sciences sociales -EHESS- y la Université Paris Sciences Lettres en 2018. Escribió su tesis titulada "Essais sur les inégalités mondiales de revenu et de pollution" ("Ensayos sobre las desigualdades globales de ingresos y contaminación") bajo la dirección de Thomas Piketty y obtuvo la mención especial del jurado en el 'Premio de tesis de la Université Paris Sciences Lettres.
También estudió en la London School of Economics y en la Universidad Jawaharlal Nehru de Nueva Delhi (India).
En 2011 se incorporó al Instituto de Desarrollo Sostenible y Relaciones Internacionales (Institut du développement durable et des relations internationales)  y comenzó a dar clases en el Sciences Po, donde desde 2018 imparte la asignatura de máster titulada Desigualdad global y sostenibilidad. Se incorporó al Laboratorio de Desigualdad Global (World Inequality Lab) de la Escuela de Economía de París en 2015. Imparte conferencias sobre la desigualdad y el desarrollo sostenible, especialmente en la sede de las Naciones Unidas en Nueva York.
Analiza la actualidad económica y política en artículos publicados en Le Monde y Libération. y también interviene en diversos medios internacionales.
Con motivo de la Conferencia del Clima de París de 2015, propuso junto a Thomas Piketty un impuesto global progresivo sobre el carbono en los billetes de avión.
En 2017, publicó un libro titulado "Insoutenables inégalités: pour une justice sociale et environnementale" (Desigualdades insostenibles: por la justicia social y medioambiental), una "reflexión sobre la compleja articulación de la esfera medioambiental y la esfera socioeconómica" según el periódico Le Monde.
En 2018, es el coordinador general del Informe Mundial sobre la Desigualdad, publicado y traducido a 15 idiomas.
En 2019, participó en la elaboración y cofirmó el "Tratado sobre la Democratización de Europa". proponiendo una nueva arquitectura política y fiscal para la Unión Europea. Es el autor principal de un capítulo del Informe sobre Desarrollo Humano 2019 del Programa de las Naciones Unidas para el Desarrollo, que trata sobre la desigualdad y la pobreza en el mundo.
En 2020, defendió la mutualización de la deuda pública francesa, italiana y española en el contexto de la crisis del Coronavirus.

## Obra de Lucas Chancel
- 2020 - Unsustainable Inequalities: Social Justice and the Environment, Harvard University Press.
- 2019 - Sustainable Development Goals: Who is at risk of being left behind?, Dr. Lucas Chancel Co-Director, World Inequality Lab, Lead coordinator, World Inequality Report, Lecturer, Sciences Po Paris, Naciones Unidas -United Nations Headquarters-, 9 de julio de 2019.
- 2019 - Con Manon Bouju, Anne-Laure Delatte, Stéphanie Hennette, Thomas Piketty, Guillaume Sacriste,  Antoine Vauchez, Traité de Démocratisation de l'Europe, Éditions du Seuil.
- 2018 - Con Facundo Alvaredo, Thomas Piketty, Emmanuel Saez, Gabriel Zucman, World Inequality Report, Harvard University Press.
- 2018 - Con Facundo Alvaredo, Thomas Piketty, Emmanuel Saez, Gabriel Zucman, Rapport sur les inégalités mondiales, Éditions du Seuil.
- 2017 - Insoutenables inégalités: Pour une justice sociale et environnementale, Les Petits Matins.